# Јенисеј Рамић
Јенисеј Рамић (Москва, 27. јун 1990) је француски пијаниста.

## Биографија
Јенисеј Рамић је рођен у Москви и даље живи у Србији до своје девете године. Растао је у музичкој фамилије и почео да свира када је имао три године благодарећи предавању његове мајке -професор клавира и ученице Евгенија Либермана (он сам је био ученик легендарног Хајнриха Нојхауса). Такође, његов отац Јашко Рамић-мајстор хармонике, је леурат такмичења хармоникаша у Венецији 1984. године
Са породицом Јенисеј Рамић напуста Србију и сели се у Француску где похађа конзерваториј Боулогне-Билланцоурт у класи Хортенсе Картиер-Брессон. Са 16 година полаже и улази у Високи национални конзерваторијум за музику у Паризу код чувеног Алаин Планеса, и бриљантно завршава дипломом и мастером. Паралелно, врши консултације са Љиљом Зилберштејн и Менахемом Преслером. Са таквом традицијом он се уписује у велику традицију клавириста почетка 20-ог века где клавир пева.
У Паризу Јенисеј Рамић наступа у сали Гавеау, Бал Бломет, Сали Кортот где изводи 12 транцедентних етида Франца Листа и свира концерт у « Г » Равела. У Лиону свира рецитал у сали Молиера. Јенисеј Рамић учествује у аукцијској кући Дроуот на париској креацији посвеченој првој изведби васкрсне сонате Фани Менделсон . Фигаро га класифицира у ‘’виртуоза ‘’ на првој страни. Такође, чувени креатор парфема Жеан Паул Гуерлаин га зове да свира концерт за свој рођендан а са асоцијацијом доброчинства ‘’виртуози срца’’ даје више рецитала.
Постаје музички директор у представи ‘’дневник нестале особе’’ Леоша Јаначека инсценираној Лоуисе Моатти која опет добија своје место у Фигароу. Т. Хилеритеау пише ‘’ Јенисеј Рамић успева на томе да заборавимо оркестрације где циклови теже да се врате првобитној оригиналности’’
У 2016. снима непозната дела Динама-Виктора Фјумеа и Рафаела Фјуме за Полyмние/Орцхард. На Франс Музик, Фрéдéрик Лодéон наглашава његово ‘’виртуозне!’’  интерпретације а Беноит Детеуртре га класифицира у ‘’бриљантног пианиста’’. Његов албум СЕРЕНАДЕ посвеченом делима Енрике Гранадоса, промоцијом код Ангара Мик/ИнОуие Дистрибуцион је био поздрављен позитивним критикама у специализированим новинама.
2017. Јенисеј Рамић наступа у Кини, у митском Хуангпу театру Шангаја, даје серију рецитала у Нанкину, Шензену и Кантону.
Између осталог, баве се и композицијом, његова дела су извођена у париском театру ’’Ренелагх’’ на проекцији немих филмова.
Јенисеј Рамић је позван на концерте у Русији, Холандији, Шпанији, Италији, у Немачкој и Србији.